# Patia
Patia  (лат.) — род чешуекрылых из семейства белянок и подсемейства Dismorphiinae. В Новом Свете известно 3 вида.

## Описание
Крылья с оранжево-бурыми и белыми пятнами и полосами. Довольно крупные (размах крыльев обычно около 80 миллиметров), дневные более-менее жёлто-чёрные бабочки. Они имитируют ядовитых бабочек из триб Ithomiini и Heliconiini, включая род Methona. Как обычно у бабочек, которые имитируют других, существует множество различных цветовых вариантов (морф), кроме того, самцы и самки сильно различаются как по цвету, так и по форме крыльев, поэтому эти виды может быть трудно распознать. Крылья окрашены в жёлтый, оранжевый, черный и белый цвета. Заднее крыло часто очень широкое, но может быть и поразительно маленьким. У самцов заднее крыло имеет на конце заметный кончик.

## Распространение
Центральная и Южная Америка.

## Систематика
В состав рода входят три вида:
- Patia orise (Boisduval, 1836) — Боливия, Колумбия, Перу, Французская Гвиана, Эквадор
- Patia cordillera (C. & R. Felder, 1862) — Колумбия, Коста-Рика, Панама, Эквадор
- Patia rhetes (Hewitson, 1857) — Боливия, Колумбия, Эквадор